# Fabrizio Mori
Pour les articles homonymes, voir Mori.
Fabrizio Mori, né le 28 juin 1969 à Livourne, est un ancien athlète italien, pratiquant le 400 mètres haies.

## Biographie
Participant à sa première finale en grand championnat lors des Jeux olympiques de 1996 à Atlanta où il termine à la sixième place, il échoue au pied du podium lors des mondiaux d'Athènes en 1997. L'année suivante, aux Championnats d'Europe 1998 de Budapest, il remporte sa première médaille avec le bronze.
C'est à Séville lors des Championnats du monde 1999 qu'il obtient son meilleur résultat avec le titre mondial. Il participe aux Jeux olympiques de Sydney en 2000 où il s'incline en finale dans un temps de 48 s 78, terminant à la septième place.
Pour le mondial 2001 à Edmonton, compétition où il défend son titre, il termine second derrière Félix Sánchez, établissant au cours de cette épreuve son record personnel et record d'Italie en 47,54 secondes.

## Un athlète contesté?
Fabrizio Mori est accusé de dopage, en direct sur France Télévision pendant l'interview d'après course, par Stéphane Diagana à la suite de la défaite de ce dernier lors de l'épreuve du 400 mètres haies des championnats du monde 1999. Pour justifier son accusation, Diagana s'appuie sur les déclarations de la presse italienne en général mais ne cite pas un article ou un journal en particulier . Il est intéressant de noter que seul l'article français de wikipédia (au contraire par exemple de l'article en langue anglaise ou de l'article italien) cite ces accusations de dopage.
Durant une interview réalisée en 2000, peu avant le meeting de Saint Denis , Stéphane Diagana semble moins catégorique sur ses accusations de dopage envers Fabrizio Mori : il parle désormais de réputation sulfureuse de l'italien, toujours d'après les déclarations de la presse italienne, mais conclut en disant que s'il ne s'agit que d'une réputation, alors Fabrizio Mori doit être considéré comme une victime d'accusations mensongères.
Toujours lors de cette interview réalisée en 2000, Stéphane Diagana considère que Fabrizio Mori est auteur d'irrégularités dans sa course et sa technique de franchissement de haies. L'équipe de France d'athlétisme avait d'ailleurs porté réclamation contre Fabrizio Mori à l'issue de la victoire de l'italien lors de l'épreuve du 400 mètres haies des championnats du monde 1999 mais les juges avaient donné raison à Fabrizio Mori en déclarant que la réclamation française était trop générique et que l'italien ne méritait pas de sanction .

## Palmarès

### Jeux olympiques
- Jeux olympiques d'été de 1996 à Atlanta ( États-Unis)
  - 6e sur 400 m haies
- Jeux olympiques d'été de 2000 à Sydney ( Australie)
  - 7e sur 400 m haies

### Championnats du monde d'athlétisme
- Championnats du monde de 1997 à Athènes ( Grèce) 
  - 4e sur 400 m haies
- Championnats du monde de 1999 à Séville ( Espagne) 
  -  Médaille d'or sur 400 m haies
- Championnats du monde de 2001 à Edmonton ( Canada)
  -  Médaille d'argent sur 400 m haies

### Championnats d'Europe d'athlétisme
- Championnats d'Europe de 1998 à Budapest ( Hongrie)
  -  Médaille de bronze sur 400 m haies
- Championnats d'Europe de 2002 à Munich ( Allemagne)
  - 4e sur 400 m haies

### Coupe d'Europe des nations d'athlétisme
- Cinq fois vainqueur du 400 m haies en Coupe d'Europe